# Леванди, Анна Анатольевна
А́нна Анато́льевна Ле́ванди (в девичестве — Кондрашо́ва, эст. Anna Levandi; род. 30 июня 1965, Москва) — эстонский тренер по фигурному катанию. Тренер года в Эстонии (2020).
Ранее — советская фигуристка, выступавшая в одиночном катании. Серебряный призёр чемпионата мира (1984), четырёхкратный бронзовый призёр чемпионатов Европы, трёхкратная чемпионка СССР.

## Спортивная карьера
Начала заниматься фигурным катанием в 6 лет у московского тренера Ирины Янцевой из Детского городка в Лужниках, в обычной абонементной группе. В 1975 перешла в школу ЦСКА. С сезона 1980/81 тренировалась у Эдуарда Плинера в школе стадиона Юных пионеров. Хореографом была Елена Матвеева. C лета 1984 nренировалась у знаменитого тренера — Станислава Алексеевича Жука, представляла школу «Динамо» (Москва), затем ЦСКА. Одним из первых всесоюзных соревнований была Зимняя Спартакиада народов СССР 1978 в Свердловске, где Анна заняла 3-е место среди юниорок. Первые крупные успехи пришли в 1982, когда она заняла 3-е место на чемпионате СССР в Риге и выиграла V Зимнюю Спартакиаду народов СССР в Красноярске.
После серебряной медали чемпионата СССР в Челябинске (январь 1983), попала в сборную страны. Традиционно Кондрашова тяготела к произвольной и короткой программам, уступая в обязательных фигурах. На Олимпиаде-84 в произвольной программе чисто выполнила только два тройных тулупа, заняв в итоге пятое место. На чемпионате мира в 1984 после четвертого места в фигурах и второго в короткой программе шла третьей. В произвольной программе после удачного начала стала заменять тройные и даже двойные прыжки на одинарные, однако затем собралась и выполнила сложнейший в то время тройной риттбергер, а затем повторила тройной тулуп. Мнения судей разошлись, однако пять судей из девяти поставили её на третье место, что в итоге привело к первой в истории советского женского одиночного катания серебряной медали чемпионатов мира. Затем Анна, как правило, максимально удачно выступала на чемпионатах Европы, остро соперничая с Кирой Ивановой, обыгрывая её в коротких (1986, где обыграла и Катарину Витт, заняв первое место в этом виде, и 1987) и произвольных программах (1986 и 1988), однако из-за отставания в фигурах по сумме была всегда третьей. На мировом уровне её преследовали неудачи (в короткой программе в 1986 и 1987 была лишь девятой). В начале ноября 1988 Кондрашова на турнире «Московские новости» заняла лишь 4-е место, проиграв в том числе Наталье Лебедевой и Наталье Горбенко, после чего завершила любительскую карьеру.
Запомнилась утонченной музыкальностью, гибкостью, пластичностью и элегантностью движений (прежде всего — вращений), многие из которых отличались оригинальными позами, движениями рук, ног, корпуса (что неоднократно подчёркивала в своих комментариях американский телекомментатор, олимпийская чемпионка Пегги Флеминг)
В 1986 Кондрашова и хореограф Марина Зуева написали письмо в ЦК КПСС, обвинив тренера С. А. Жука в «аморальном поведении», но не представив доказательств. Елена Водорезова отказалась подписывать это письмо. В сезоне 1986/87 Кондрашова перешла тренироваться к Станиславу Леоновичу.

## Тренерская карьера
Работала тренером по фигурному катанию в Норвегии, Финляндии, Швеции.
С 1999 года работает в Эстонии, возглавляя свою школу «Rocca al Mare» в Таллине. В 2000 году школа получила грант фонда физической культуры и спорта Эстонии. В 2002 году в школе был открыт новый каток.
Одной из самых успешных учениц Леванди является одиночница Елена Глебова, тренировавшаяся у Анны на протяжении десяти лет (2001—2011). Под руководством Леванди Глебова стала пятикратной чемпионкой Эстонии, заняла шестое место на юниорском чемпионате мира, десятое — на чемпионате Европы, пятнадцатое — на чемпионате мира, четвёртое — на Универсиаде.
В 2008 году была названа тренером года по версии Таллинского спортивного союза (Tallinna Spordiliidu).
В сезоне 2015/16 её ученица Хелери Хялвин стала чемпионкой Эстонии и заняла 19-е место на чемпионате Европы.
В 2020 году стала тренером года в Эстонии. Тогда её подопечная Эва-Лотта Кийбус заняла седьмое место на чемпионате Европы. Леванди — первый представитель фигурного катания, получивший этот титул.
В 2021 году рассказала о предпочитаемой тренерской системе: «Я работаю по системе Станислава Жука и, как говорится, этого не стесняюсь. Более того, я считаю, что это правильно. Почему мы должны менять то, что даёт результат?».

## Личная жизнь

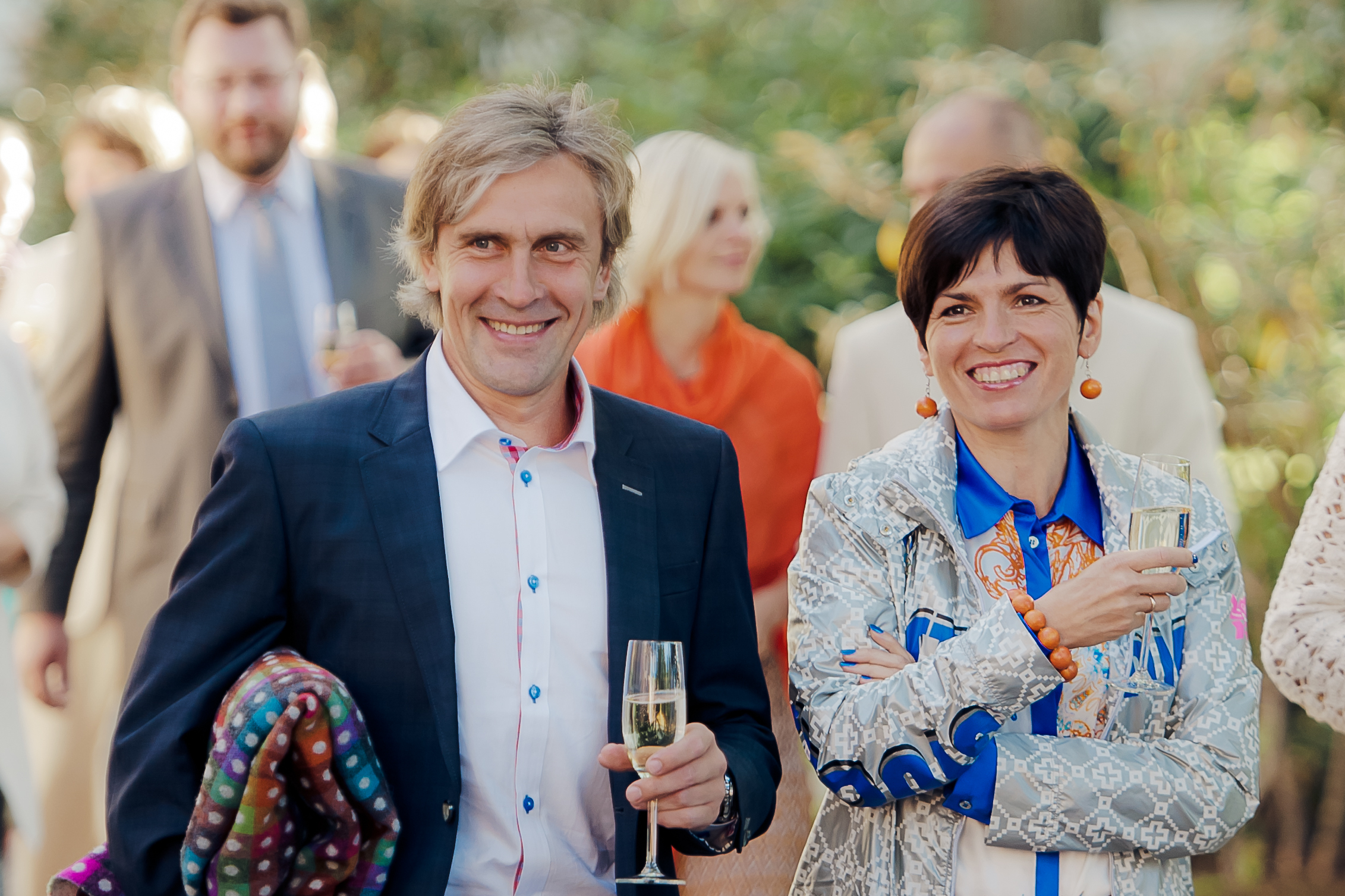
Аллар и Анна Леванди (2012)

В 1989 году, по завершении спортивной карьеры, вышла замуж за лыжного двоеборца Аллара Леванди и переехала в Таллин. У них трое детей — Андрес, Арманд и Арлет.
Анна Леванди владеет русским, эстонским, английским, норвежским и финским языками.
В 2002 году Анна Леванди была кандидатом на муниципальных выборах в районе Хааберсти Таллина от консервативной партии Исамаалийт.
В 2007 году Ассоциация женщин-предпринимателей Эстонии присудила Анне Леванди титул Женщина года.

## Награды и звания
- Мастер спорта СССР международного класса[источник не указан 91 день].
- 4 февраля 2009 года указом президента Эстонии награждена орденом Белой звезды третьей степени[14].
- В 2017 году награждена знаком отличия Эстонского олимпийского комитета[15].

## Результаты
| Соревнования     | 1982 | 1983 | 1984 | 1985 | 1986 | 1987 | 1988 |
| ---------------- | ---- | ---- | ---- | ---- | ---- | ---- | ---- |
| Олимпийские игры |      |      | 5    |      |      |      | 8    |
| Чемпионат мира   |      | 5    | 2    | 4    | 7    | 9    |      |
| Чемпионат Европы |      | 5    | 3    | 5    | 3    | 3    | 3    |
| Чемпионат СССР   | 3    | 2    |      | 1    | 1    | 1    |      |